# Casimiro Duarte
Casimiro Duarte (Cadaval, 19 de maio de 1904 – 26 de dezembro de 1986) foi um empresário e espírita português.

## Biografia
Personalidade enérgica e dinâmica, abraçou a doutrina espírita em 1940.
Em 26 de maio de 1952, filia-se ao Centro Espírita Perdão e Caridade, tendo ficado registado como o sócio nº 450. No mesmo ano e por desistência de alguns membros dos corpos directivos, passou a integrar os Corpos Sociais do CEPC, ocupando o lugar de 1º Vogal. Desempenhou cargos directivos durante 34 anos, desde o ano de 1951 até ao triénio de 1984-1986.
Graças à sua actividade como comerciante, era possuidor de vários recursos financeiros, que lhe permitiram custear todas as despesas do Centro, na época mais difícil que o espiritismo atravessou. Por essa razão viria a ser considerado como seu sócio-benemérito.
Foi um dos espíritas portugueses mais conhecidos no Brasil, ficando conhecido como "embaixador" do espiritismo português em terras brasileiras, devido às deslocações que anualmente efetuava aquele país.
Após a Revolução dos Cravos (25 de abril de 1974), junto com Isidoro Duarte Santos, Eduardo Fernandes de Matos e outros, foi um dos responsáveis pelo renascimento do movimento espírita no país.